# Брёсарпская кирха
Брёсарпская кирха (швед. Brösarps kyrka) — лютеранский храм в Брёсарпе, в коммуне Тумелилла в лене Сконе. Является храмом церковного прихода Брёсарп-Транос епархии Лунда Шведской Церкви. Храм основан в XII веке.
Здание церкви, построенное в романском стиле, в дальнейшем достраивалось и перестраивалось; в последний раз в XX веке. Самыми старыми частями храма являются алтарь и апсида, украшенные тёмно-бордовыми и сине-серыми фресками конца XIII века с изображением Христа — Судьи мира в окружении символов четырёх евангелистов — тельца, льва, орла и ангела, а также святых Петра и Павла с остальными апостолами в арочной галерее. В XV веке неф и алтарь храма перекрыли сводами.
В 1806 году был построен широкий северный неф. В 1860 году возвели южный трансепт и новую колокольню, на месте прежней; на нижнем этаже колокольни заметна часть средневековой кладки, как и на западном фронтоне нефа. Тогда же были снесены южная стена нефа и церковное крыльцо, разобраны кирпичные своды XV века и устроен высокий потолок. В ходе этих работ была утрачена большая часть средневековых фресок.
Величественная гранитная купель для крещения XII—XIII века и бронзовая кадильница, которую раскачивали перед алтарём во время богослужения — старейшие предметы в интерьере церкви. В XVII веке купель покрыли латунью с изображением Благовещения. Другой достопримечательностью храма является кафедра времён Реформации в стиле раннего возрождения, созданная около 1600 года. Она имеет длинную узкую форму и арочные поля, украшенные интарсиями, которые были инкрустированы деревянным растительным орнаментом, позднее скрытым под изображениями евангелистов. В XVII веке на кафедре появилась скульптура херувима с песочными часами, символизирующая краткость земной жизни. Четыре средневековые деревянные скульптуры, ранее принадлежавшие церкви, ныне входят в собрания Исторического музея Лундского университета.
В 1870 году в храме установили первый орган работы Свена Фогельберга. Современный механический орган от Фабрики по производству органов А. Мортенссона появился в церкви в 1961 году и установлен под корпусом XIX века.
В 1930-х и 1950-х годах в церкви проводились ремонтные работы, в ходе которых алтарь был поднят и к нему пристроили ступени, отреставрировали фрески в хорах и апсиде. Алтарной части храма вернули изначальный вид, переместив на запад и освободив место для ризницы в апсиде. Под кафедрой возвели кирпичное основание. Расширили органную галерею. Установили светильники. В 1972 году в храме, под руководством архитектора Торстена Леон-Нильсона, прошли реставрационные работы, усилившие средневековую компоненту. Дверь в апсиде замуровали, оставив небольшое окно. Барочной алтарный образ XVIII века перенесли в северный неф. В 1998 году в храме снова провели реставрационные работы. На приходском кладбище покоится Ханна Йохансдоттер, жертва убийства в Ингшё.